# Kościół ewangelicko-augsburski w Mohylewie
Kościół ewangelicki w Mohylewie (biał. Магілёўская кірха) – kościół ewangelicko–augsburski istniejący w Mohylewie w XVIII, XIX i XX stuleciu. 
Zezwolenie na powstanie luterańskiej „kirchy” wydała Katarzyna II Wielka wkrótce po I rozbiorze Polski podczas wizyty w Mohylewie w 1780. Mohylewscy ewangelicy przejęli wówczas na mocy ukazu carycy jeden z prawosławnych budynków kościelnych. Kościół działał nieprzerwanie do czasów rewolucji październikowej, w latach trzydziestych władze Białoruskiej SRR zdecydowały o jego zniszczeniu. 
Ze wspólnoty mohylewskich luteran wywodzi się rodzina znanego muzyka Lawona Wolskiego (pierwotne nazwisko: Seidel).